# Yarlington
Yarlington – wieś w Anglii, w hrabstwie Somerset, w dystrykcie (unitary authority) Somerset. Leży 44 km na południe od miasta Bristol i 172 km na zachód od Londynu. W 2002 miejscowość liczyła 120 mieszkańców.